# 丁甘仁
丁甘仁（1866年2月8日—1926年8月6日），名澤周，江蘇武進人，近代中醫。

## 生平
幼年聪颖，下笔成章。先从业于圩塘之马仲清及其兄丁松溪，后又从业于一代宗匠马培之先生。丁甘仁刻苦学习，勤学深研不问寒暑，积累甚丰，对马氏内外两科之长（包括喉科）能兼收并蓄，尽得其真传。学成之后，初行医于孟河及苏州，后至沪上，道乃大行，名震大江南北，当时在沪的外侨来丁甘仁处求诊者颇不乏人。1917年與謝觀、夏應堂等人共同創辦上海中醫專門學校。後又創辦《國醫雜志》，發起成立江蘇中醫學會，并首任會長。

## 著作
遺著有《藥性輯要》、《脈學輯要》、《喉痧症治概要》，後人輯有《孟河丁甘仁醫案》。

## 家庭
有女丁懋英，著名妇产科医生。